# Tabula Peutingeriana

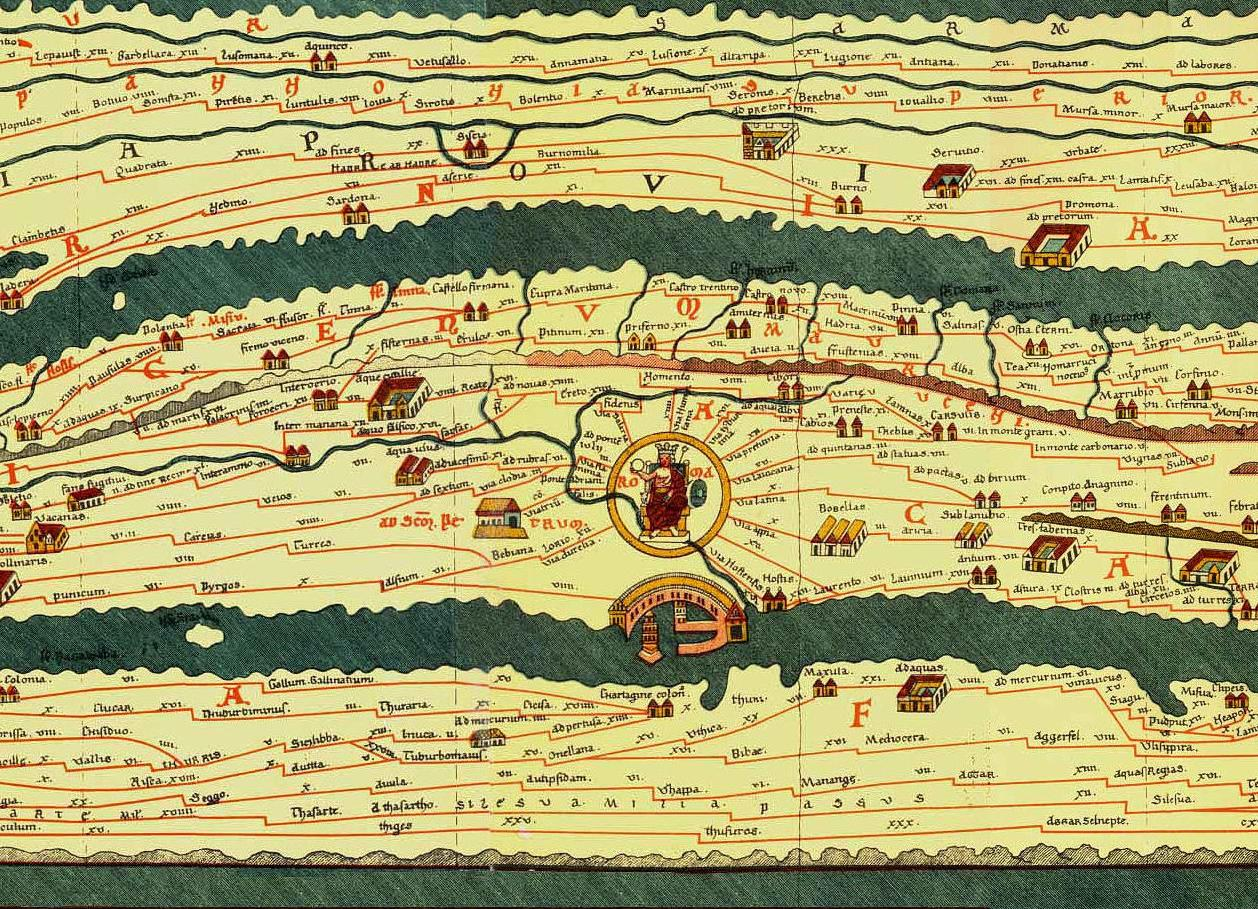
Sezione della Tabula Peutingeriana con rappresentazione dell'Italia centrale con al centro Roma. In alto è rappresentata la costa della Dalmazia mentre la terra in basso è l'Africa settentrionale. Si noti la rappresentazione appiattita della Penisola italiana stretta tra la Penisola balcanica e il continente africano.

La Tabula Peutingeriana è una copia del XII-XIII secolo di un'antica carta romana che mostra le vie stradali dell'Impero romano, dalle isole britanniche alla regione mediterranea e dal Medio Oriente alle Indie e all'Asia Centrale; la sua sezione più occidentale è oggi perduta. Un Sera maior, talvolta interpretato come Impero cinese, appare all'estremo Oriente, senza tuttavia che siano segnati i corrispondenti territori.
La Tabula è probabilmente una copia di un modello di età carolingia, a sua volta risalente all'originale di una carta stradale romana. È costruita come una rappresentazione schematica e le condizioni geografiche - a eccezione di pochi dettagli - sono fortemente distorte. Tuttavia, forniva ai viaggiatori tutte le informazioni rilevanti sulla posizione delle città più importanti e dei luoghi di sosta (mansio) della rete stradale dell'impero romano, così come la serie delle tappe giornaliere sulle principali rotte di viaggio. I territori vengono rappresentati da fasce orizzontali, separate dal mar Mediterraneo e dall'Adriatico. Le città sono indicate con icone di edifici, con la convenzione per cui più grande è il simbolo, più importante è la città. Le tappe giornaliere vengono raffigurate attraverso la segmentazione di linee rosse. Le indicazioni degli antichi toponimi e le distanze in miglia romane costituiscono il fondamento per la ricerca scientifica sulle strade romane. La carta è oggi una delle più importanti fonti per la classificazione e l'identificazione degli antichi toponimi.
Porta il nome dell'umanista e antichista Konrad Peutinger che la ereditò dal suo amico Konrad Celtis, bibliotecario dell'imperatore Massimiliano I; Peutinger avrebbe voluto pubblicare la carta, ma morì prima di riuscirvi. Il codice che la tramanda è conservato in Austria, presso la Hofbibliothek di Vienna, da cui deriva il nome di Codex Vindobonensis (da Vindobona, nome dell'antico insediamento romano corrispondente alla moderna Vienna) attribuito al testimone. Ne esiste anche una copia in bianco e nero negli archivi della cartothèque de l'Institut géographique national, a Parigi, mentre un'altra riproduzione è conservata presso il museo sotterraneo dell'Arena di Pola in Istria. La sua datazione e la sua provenienza sono incerte. Nel 2007 è stata inserita dall'UNESCO nel Registro della Memoria del mondo.

## Storia

### L'originale tardo antico
Il presunto originale della carta stradale della seconda metà del IV secolo (ca. 375 d.C.) contiene una rappresentazione grafica del mondo conosciuto allora, nella quale le strade erano rappresentate come linee di collegamento fra le singole tappe dei percorsi. 

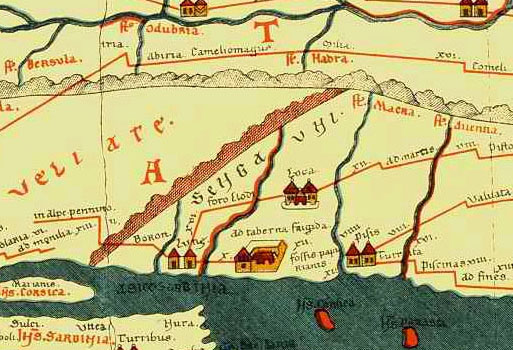
Tabula Peutingeriana: Pars IV - Segmentum IV; Rappresentazione delle zone Apuane con indicate le colonie di Pisa, Lucca, Luni, il nome "Sengauni" e, poco sotto segnato con un puntino, il "Foro Clodi" posto a "XVI" miglia nell'entroterra a nord di Luni ove incontrava la strada che risaliva il fiume Serchio; il tratto Pisa-Luni non è ancora collegato

L'originale tardo antico può essere ricondotto a diversi possibili carte precedenti, tra i quali una carta del mondo preparata da Marco Vipsanio Agrippa (63 a.C. - 12 a.C.). Si pensa che la sua redazione fosse finalizzata ad illustrare il cursus publicus (cioè la rete viaria pubblica sulla quale si svolgeva il traffico dell'impero, dotata di stazioni di posta e servizi a distanze regolari, che era stata appunto riordinata da Augusto). Dopo la morte dell'imperatore, la carta fu incisa nella sua lapide di marmo e posta sotto il Porticus Vipsaniæ, non lontano dall'Ara Pacis, lungo la Via Flaminia a Roma. Anche altri precedenti prendono in considerazione l'Itinerario Antonino (uno stradario del III secolo in forma di testo) e molte altre rielaborazioni di una carta stradale antica dell'impero romano.

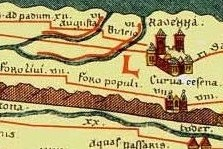
La zona di Forlì (Forum Livii) e Ravenna: si noti il modo diverso di indicare le due città.

La carta originale venne sicuramente terminata dopo il 330, poiché mostra già la città di Costantinopoli, fondata in quegli anni, mentre per altre indicazioni (come ad esempio nella Pars IV - Liguria di Levante) potrebbe essere antecedente al 109 a.C. data di costruzione della Via Emilia Scauri, che non vi è indicata. Non è neppure indicato il collegamento viario tra Pisa e Luni, considerando che tale tratto appare occupato dalle Fosse Papiriane (le estese paludi che occupavano l'attuale Versilia indicate come Fossis Papirianis). Evidentemente la Tabula, all'origine, doveva essere stata costruita "per blocchi" di osservazione e non doveva essere più stata aggiornata, poiché anche le città di Pompei, Ercolano, Oplontis e Stabiae erano ancora indicate, le quali dopo l'eruzione del Vesuvio nel 79 d.C. erano state distrutte e non erano più state ricostruite. Inoltre, erano segnati alcuni luoghi della provincia della Germania inferiore, che erano stati distrutti nel V secolo.
La carta originale è stata considerata nel campo della ricerca come un prodotto di cartografia romana a partire dallo studio di Franz Christoph von Scheybs del 1753. Michael Rathmann presuppone invece che il modello della carta sia stato realizzato in epoca ellenistica (ca. dal 250 a.C.) poiché supera nella rappresentazione la sfera d'influenza dell'impero romano e raffigura delle zone remote dell'Asia, che non erano d'interesse per la politica imperiale dei romani. Oltretutto, è rappresentato solo il mondo conosciuto in età ellenistica e non erano ancora segnati altri territori, come la Cina e la Germania, già conosciuti da parte dei Romani.

### La copia medievale

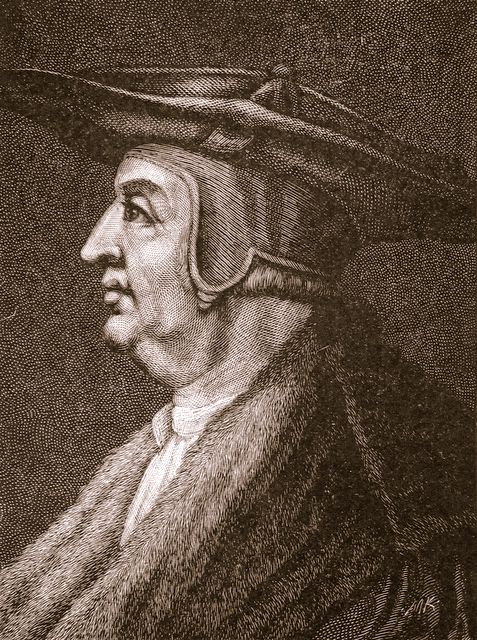
Konrad Peutinger

La carta stradale di epoca tardo imperiale è stata conservata solo in una replica medievale del XII secolo. L'umanista Conrad Celtis (conosciuto come Konrad Bickel, 1459-1508) rinvenne tale copia in una biblioteca nella città tedesca di Worms e la consegnò nel 1507 al suo amico Konrad Peutinger. Non si sa come Celtis sia giunto in possesso di questa copia e nemmeno dove sia stata redatta. Come possibili luoghi di creazione sono stati ipotizzati Worms, Spira, Colmar, Tegernsee e Basilea. Dopo la morte di Peutinger, un altro autore è stato incaricato per conto di un membro della famiglia di redigerne una copia; dopo di questa Abramo Ortelio pubblicò nel 1598 ad Anversa un'edizione completa.
In seguito, la copia di Peutinger fu considerata scomparsa. Venne ritrovata per la prima volta nel 1714 e giunse in possesso del principe Eugenio di Savoia. Dopo la sua morte nel 1736, Carlo VI d'Asburgo acquistò tutta la sua biblioteca e la aggiunse alla Biblioteca Imperiale (Codex Vindobonensis 324). Nel 1863 la Tavola è stata divisa in singoli segmenti nella biblioteca per ragioni di conservazione, che vennero conservati all'inizio in lastre di vetro poi, a partire dal 1977, in lastre di acrilico.

### Le riproduzioni più recenti
Peutinger ottenne l'autorizzazione imperiale e preparò un'edizione, ma morì prima. Il conte Hermann von Neuenahr il Vecchio (1492-1530) disse di avere visto "l'antico itinerario", ancora inedito di Konrad Peutinger ad Augusta, probabilmente durante la visita alla Dieta di Augusta nel 1518.
La stampa della prima edizione venne realizzata nel 1591 a Venezia da Mark Welser di Augusta, un parente di Konrad Peutinger, e in seguito ad Anversa in collaborazione con Abramo Ortelio, che impose dei requisiti qualitativi con i quali venne riedito il facsimile nel 1598. Questa stampa appare anche nell'ultima edizione del Theatrum Orbis Terrarum del 1624 ed è considerata come la migliore riproduzione di questa carta (migliore dell'originale, che nel frattempo aveva subito dei danni). Questa carta venne, come dicono i dati, stampata per 1225 volte.
Franz Christoph von Scheyb pubblicò la sua edizione a Budapest, incisa da S. Lehnhardt nell'anno 1825. Un esemplare è oggi conservato all'Accademia Americana a Roma.
Il facsimile di Konrad Miller è del 1887. Ekkehard Weber lo ha ristampato nel 1976 e ha messo in evidenza alcuni piccoli errori di Miller.

## La carta

### Struttura

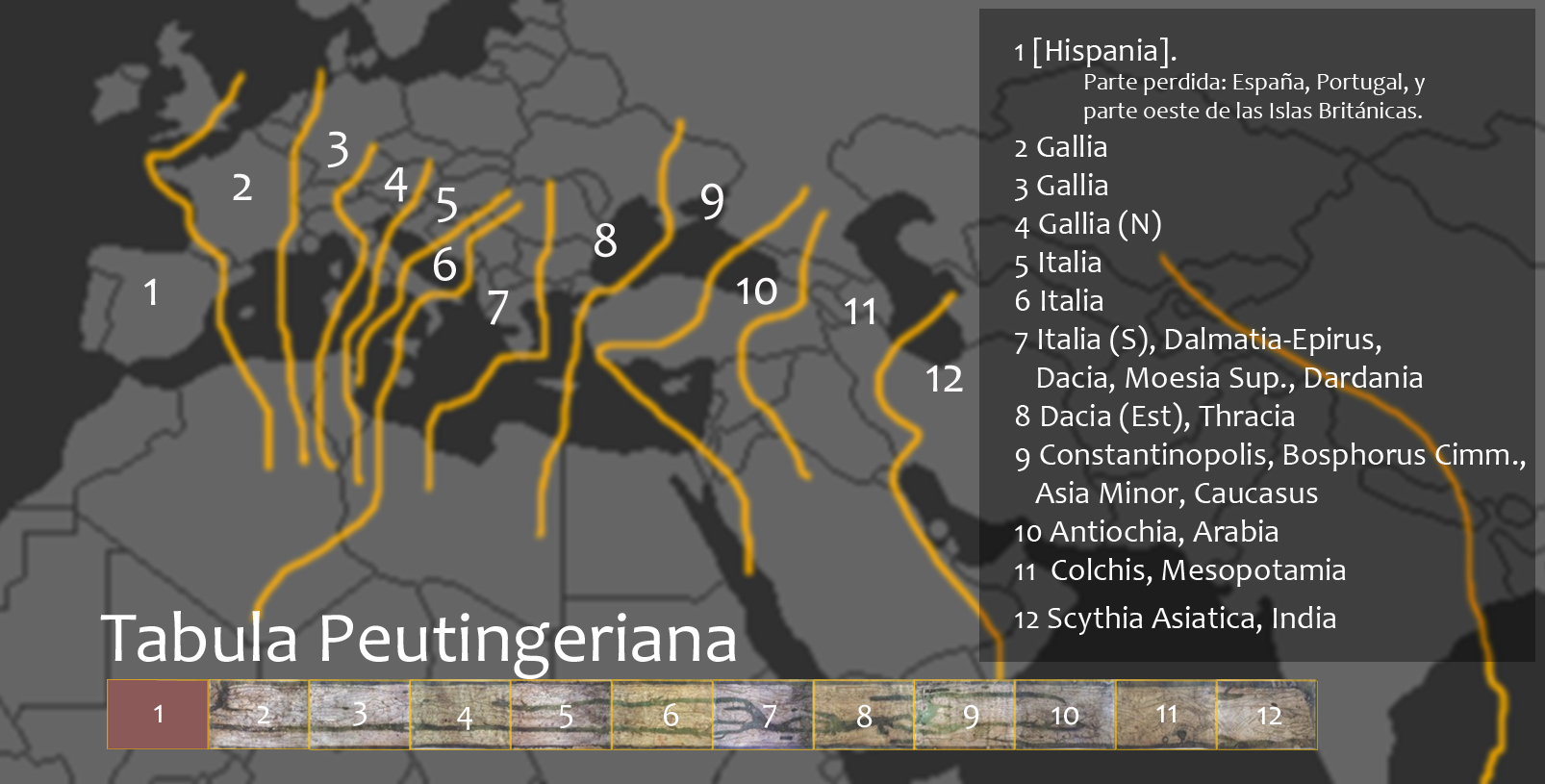
Posizioni approssimative dei dodici segmenti della Tavola Peutingeriana collocati in una carta moderna.

La carta medievale è stata divisa in dodici segmenti.
- Pars I: Hispania, Britannia (Segmento I)
- Pars II: Lugdunum (Segmenti I, II)
- Pars III: Colonia, Treveri, Argentoratae (Segmenti II, III)
- Pars IV: Mediolanum (Segmenti III, IV)
- Pars V: Aquilea, Regina, Lauriacum (Segmenti IV, V)
- Pars VI: Roma (Segmenti V, VI)
- Pars VII: Belgrado (Segmento VI)
- Pars VIII: Patras (Segmenti VII, VIII)
- Pars IX: Athen (Segmento VIII)
- Pars X: Constantinopolis (Segmenti VIII, IX)
- Pars XI: Kayseri, Trebisonda (Segmenti IX, X)
- Pars XII: Antiochia (Segmenti X, XI)
- Pars XIII: Urfa (Segmenti XI, XII)
- Pars XIV: India (Segmento XII)

### Descrizione

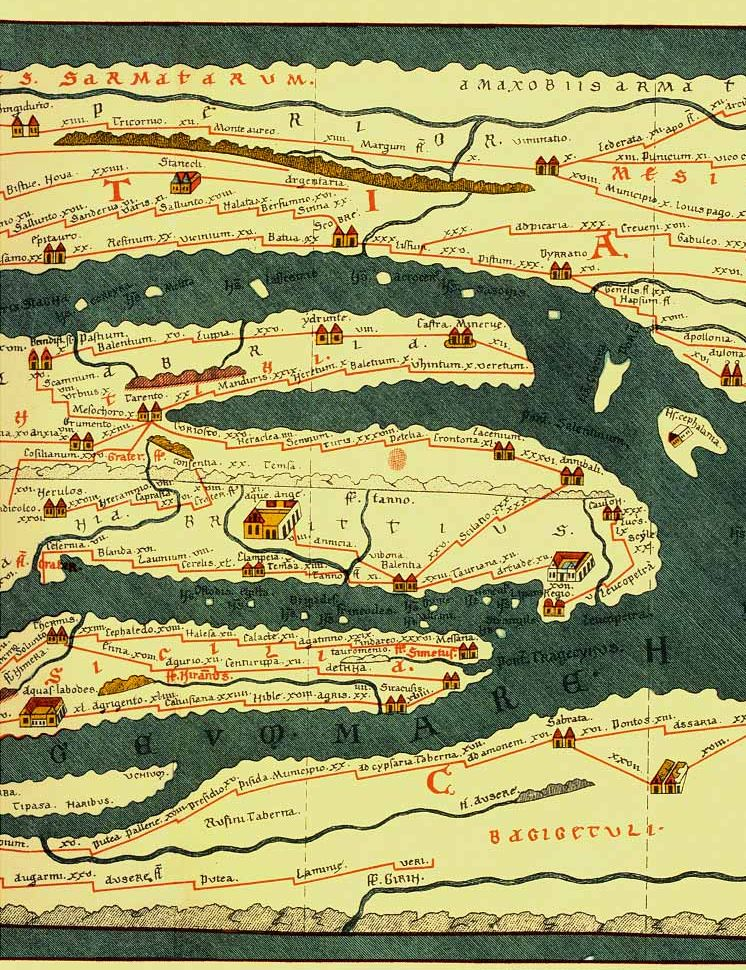
Tavola Peutingeriana. L'immagine mostra i Balcani, l'ex-Jugoslavia, l'Adriatico con l'isola di Cefalonia, la Puglia, la Calabria, la Sicilia e la costa libica di fronte

La carta stradale prende il nome di Tabula Peutingeriana per la prima volta nell'edizione a stampa di Peter Bertius (Leida, 1618/1619). Nella Biblioteca nazionale d'Austria porta il nome di Codex Vindobonensis 324. Si possono trovare delle copie - oltre al facsimile-edizione di Graz del 1976 - in numerosi musei, ma anche nelle città che nella carta sono segnate con i loro nomi romani. La Tavola è composta da 11 pergamene riunite in una striscia di 675 x 34 centimetri. Mostra 200.000 km di strade e la posizione di città, mari, fiumi, foreste, catene montuose. Il segmento originariamente al secondo posto rappresenta l'est delle Isole britanniche, i Paesi Bassi, il Belgio, una parte della Francia e l'ovest del Marocco. L'assenza della penisola iberica lascia supporre che un primo segmento, oggi mancante, rappresentasse la Spagna, il Portogallo e la parte occidentale delle isole britanniche. Il primo segmento in bianco e nero, rappresentato da Konrad Miller, è un tentativo di ricostruzione basato sull'Itinerario Antonino. Per i ricercatori, questo tentativo è ampiamente criticabile.
La carta è disegnata con un inchiostro marrone; i collegamenti stradali sono segnati con delle linee rosse, i nomi delle città e le distanze sono rappresentati con dei colori più scuri. Sono presenti anche delle immagini. Dei segni identificativi in minuscola carolina del XII secolo suggeriscono uno scriptorium tedesco meridionale. La catena montuosa della Foresta Nera viene chiamata Silva Marciana. Poiché questo termine nel IV secolo si trova solo in Ammiano Marcellino, nella Tabula da una parte e nell'XI secolo nel cronista di Reichenau Ermanno il Contratto, si può concludere che l'originale della Tabula era conservato nel monastero di Reichenau. Qui c'è in un registro del IX secolo una Mappa mundi in duobus rotulis, che corrisponderebbe alla Tabula con i suoi dodici segmenti originali.
Il territorio dell'impero romano è rappresentato fino al confine nord. Nei territori al di fuori di quelli dell'impero romano, a est del Reno e a nord del Danubio, sono scritte alcuni aree tribali o nomi tribali, quindi Francia per il territorio dei Franchi, seguito da Burcturi per i Bructeri, Suevia per il territorio dei Suebi, Alemannia per il territorio degli Alemanni, Armalausi, Marcomanni per i Marcomanni, e così via. Le uniche catene montuose di tutta la cartina sono quella del Vosgi (Silva Vogasus) e della Foresta Nera (Silva Marciana), in cui sono rappresentati alberi e cespugli con forme fantasiose.

### Significato
La carta stradale disegnata del IV secolo è l'unica nel suo genere, la quale si è conservata come Itinerarium pictum, in contrapposizione alla più comune carta stradale in forma di libro (Itinerarium adnotatum). Inoltre, la distanze tra le tappe sono state indicate tra loro anche seguendo le unità di misura locali, come nelle province germaniche in cui vi sono le leghe. Una lega corrisponde a ca. 1500 piedi romani o attorno a 2,22 chilometri. I corsi d'acqua e i laghi rappresentati corrispondono solo raramente nella realtà e la stessa cosa vale anche per le catene montuose indicate.
Il nome e la posizione di alcuni luoghi non sono sempre segnalati correttamente: per esempio la città di Kempten (Allgäu)(Cambodunum) sulla strada da Augusta (nota come Augusta Vindelic(or)um) a Juvavum (= Salisburgo) attraverso Epfach (Abodiaco), … Bratananium (= Gauting), Isinisca (= Helfendorf), Adenum (= ad Oenum = Pons Oeni = ponte al di sopra del fiume Inn (in latino Aenus o Oenus) = Pfunzen, nel comune di Rosenheim), Bedaium (= ponte sul lago di Chiem). Il sopracitato Abodiacum (Epfach sul Lech) probabilmente compare nella forma falsata di Auodiaco, ma in compenso compare ancora una volta in un luogo più verosimile, ovvero nella strada da Augusta che risale il fiume Lech e passa attraverso Innsbruck, Matrei e Vipitenum (Sterzing) fino a Trento.
La carta ha oggi un grande valore storico-culturale, poiché su di essa sono segnati numerosi luoghi e riporta gli insediamenti e le vie di quel periodo storico. La carta rappresenta oltre 200.000 chilometri di strade ma anche località, mari, fiumi, foreste e montagne. A causa del suo formato, le distanze e i paesaggi non sono stati riprodotti in maniera realistica, ma ciò non era nelle intenzioni dell'autore. La carta va piuttosto considerata come una rappresentazione topologica, una sorta di diagramma come quello di una metropolitana, che permetteva di muoversi facilmente da un punto ad un altro e di conoscere le distanze fra le tappe.
Sono rappresentati più di 555 città e villaggi, così come 3500 elementi geografici come fari e importanti santuari, spesso attraverso dei piccoli disegni. Le città  più piccole, come Vicenza e Padova,  sono solo citate, mentre sono state disegnate con una vignetta di due case gli snodi più importanti come Trento e Altino, le città medio-grandi appaiono come un castrum fortificato, mentre le metropoli più importanti come Aquileia e Ravenna, sono raffigurate come piccole città fortificate; le principali capitali imperiali come Roma, Costantinopoli e Antiochia di Siria hanno delle grandi illustrazioni e sono personificate con la loro "Tyche" ossia come donne coronate e felicemente sedute in trono. Sono raffigurati anche alcuni monumenti, come il faro di Alessandria, la colonna di Giustiniano a Costantinopoli e il porto di Traiano ad Ostia.